# Список колхозов и совхозов МССР

## Бессарабский район
| №          | Колхоз/Совхоз                   | Населённый пункт |
| ---------- | ------------------------------- | ---------------- |
|            | Совхоз-завод «Бессарабка»       | пгт. Бессарабка  |
|            | Совхоз-завод имени М.И.Калинина | Абаклия          |
|            | Колхоз имени XX-ого съезда КПСС | Авдарма          |
|            | Колхоз имени Г.И.Котовского     | Баймаклия        |
|            | Совхоз-завод «Батыр»            | Батыр            |
|            | Совхоз-завод «Победа»           | Башкалия         |
|            | Совхоз-завод «Ынтый май»        | Карабетовка      |
| Иордановка | Совхоз-завод «Ынтый май»        |                  |
|            | Совхоз-завод «Дружба»           | Исерлия          |
| Богдановка | Совхоз-завод «Дружба»           |                  |
| Карабибер  | Совхоз-завод «Дружба»           |                  |
| Ивановка   | Совхоз-завод «Дружба»           |                  |
|            | Колхоз «Бируинца»               | Садаклия         |
|            | Колхоз «Победа»                 | Троицкое         |

## Бричанский район
| № | Колхоз/Совхоз | Населённый пункт |
| - | ------------- | ---------------- |
|   |               |                  |
|   |               |                  |
|   |               |                  |

## Глодянский район
| № | Колхоз/Совхоз | Населённый пункт |
| - | ------------- | ---------------- |
|   |               |                  |
|   |               |                  |
|   |               |                  |

## Дондюшанский район
| № | Колхоз/Совхоз           | Населённый пункт |
| - | ----------------------- | ---------------- |
|   | Колхоз имени С.М.Кирова | Арионешты        |
|   |                         |                  |
|   |                         |                  |

## Дрокиевский район
| № | Колхоз/Совхоз                         | Населённый пункт |
| - | ------------------------------------- | ---------------- |
|   | Колхоз «Заветы Ленина»                | Первомайское     |
|   | Колхоз «Заветы Ленина»                | Антоновка        |
|   | Колхоз-агрофирма «Советская Молдавия» | Згурица          |
|   | Колхоз-агрофирма «Советская Молдавия» | Паланка          |
|   |                                       |                  |

## Дубоссарский район
| № | Колхоз/Совхоз | Населённый пункт |
| - | ------------- | ---------------- |
|   |               |                  |
|   |               |                  |
|   |               |                  |

## Единецкий район
| № | Колхоз/Совхоз             | Населённый пункт |
| - | ------------------------- | ---------------- |
|   |                           |                  |
|   | Колхоз имени И.В.Мичурина | Забричаны        |
|   | Колхоз имени И.В.Мичурина | Алексеевка       |

## Кагульский район
| № | Колхоз/Совхоз        | Населённый пункт    |
| - | -------------------- | ------------------- |
|   |                      |                     |
|   | Совхоз-завод «Ларга» | Новая Ларга         |
|   | Совхоз-завод «Ларга» | Бадикул Молдовенеск |

## Каларашский район
| № | Колхоз/Совхоз | Населённый пункт |
| - | ------------- | ---------------- |
|   |               |                  |
|   |               |                  |
|   |               |                  |

## Каменский район
| № | Колхоз/Совхоз                                  | Населённый пункт |
| - | ---------------------------------------------- | ---------------- |
|   | Плодоовощной совхоз-техникум имени И.С.Солтыса | Каменка          |
|   | Плодоовощной совхоз-техникум имени И.С.Солтыса | Александровка    |
|   |                                                |                  |

## Кантемирский район
| № | Колхоз/Совхоз                                 | Населённый пункт |
| - | --------------------------------------------- | ---------------- |
|   | Колхоз «Дружба»                               | Антонешты        |
|   | Объединение по производству кормов «Прогресс» | Баймаклия        |
|   | Объединение по производству кормов «Прогресс» | Акуй             |
|   | Совхоз-завод «Цыганка»                        | Плопь            |
|   | Совхоз-завод «Цыганка»                        | Александровка    |

## Каушанский район
| № | Колхоз/Совхоз                   | Населённый пункт |
| - | ------------------------------- | ---------------- |
|   | Совхоз-завод имени М.И.Калинина | Бакчалия         |
|   |                                 | Плоп             |
|   | Совхоз «Флорика»                | Флорика          |
|   |                                 |                  |

## Кутузовский район (Хынчештский)
| № | Колхоз/Совхоз    | Населённый пункт |
| - | ---------------- | ---------------- |
|   | Совхоз «Лапушна» | Лапушна          |
|   | Совхоз «Лапушна» | Анены            |
|   |                  |                  |

## Криулянский район
| № | Колхоз/Совхоз | Населённый пункт |
| - | ------------- | ---------------- |
|   |               |                  |
|   |               |                  |
|   |               |                  |

## Кутузовский район (Яловенский)
| № | Колхоз/Совхоз              | Населённый пункт |
| - | -------------------------- | ---------------- |
|   |                            |                  |
|   | Колхоз имени Г.М.Димитрова | Гангура          |
|   | Колхоз имени Г.М.Димитрова | Александровка    |

## Лазовский район (Сынжерейский)
| № | Колхоз/Совхоз                 | Населённый пункт |
| - | ----------------------------- | ---------------- |
|   | Колхоз «XXI съезд КПСС»       | Александрены     |
|   | Колхоз «XXII съезд КПСС»      | Копачены         |
|   |                               | Антоновка        |
|   | Колхоз имени Ф.Э.Дзержинского | Малые Котюжены   |
|   | Колхоз имени Ф.Э.Дзержинского | Алексеевка       |

## Леовский район
| № | Колхоз/Совхоз | Населённый пункт |
| - | ------------- | ---------------- |
|   |               |                  |
|   |               |                  |
|   |               |                  |

## Ниспоренский район
| № | Колхоз/Совхоз               | Населённый пункт |
| - | --------------------------- | ---------------- |
|   | Колхоз имени Г.И.Котовского | Болдурешты       |
|   | Колхоз имени Г.И.Котовского | Бакшены          |
|   |                             |                  |

## Новоаненский район
| № | Колхоз/Совхоз         | Населённый пункт |
| - | --------------------- | ---------------- |
|   | Совхоз-завод «Русены» | Русены           |
|   | Совхоз-завод «Русены» | Албиница         |
|   |                       |                  |
|   |                       |                  |

## Окницкий район
| № | Колхоз/Совхоз | Населённый пункт |
| - | ------------- | ---------------- |
|   |               |                  |
|   |               |                  |
|   |               |                  |

## Оргеевский район
| № | Колхоз/Совхоз   | Населённый пункт |
| - | --------------- | ---------------- |
|   | Колхоз «Дружба» | Киперчены        |
|   | Колхоз «Дружба» | Андреевка        |
|   |                 |                  |

## Резинский район
| № | Колхоз/Совхоз | Населённый пункт |
| - | ------------- | ---------------- |
|   |               |                  |
|   |               |                  |
|   |               |                  |

## Рыбницкий район
| № | Колхоз/Совхоз                 | Населённый пункт |
| - | ----------------------------- | ---------------- |
|   | Колхоз имени Ф.Э.Дзержинского | Выхватинцы       |
|   | Колхоз имени Ф.Э.Дзержинского | Андреевка        |
|   |                               |                  |

## Рышканский район
| № | Колхоз/Совхоз                                             | Населённый пункт |
| - | --------------------------------------------------------- | ---------------- |
|   | Колхоз «Вяца ноуэ»                                        | Алуниш           |
|   | Колхоз «Пограничник»                                      | Браниште         |
|   | Колхоз «Пограничник»                                      | Аврамены         |
|   | Совхоз-техникум эфирномасличной и табачной промышленности | Рышканы          |
|   | Совхоз-техникум эфирномасличной и табачной промышленности | Александрешты    |

## Сорокский район
| № | Колхоз/Совхоз      | Населённый пункт             |
| - | ------------------ | ---------------------------- |
|   | Колхоз «Прогресс»  | Бадичаны                     |
|   | Колхоз «Коммунист» | Баксаны                      |
|   | Совхоз «Воловица»  | Воловица                     |
|   | Совхоз «Воловица»  | Александру-чел-Бун (Молдова) |
|   |                    |                              |
|   |                    |                              |

## Страшенский район
| № | Колхоз/Совхоз | Населённый пункт |
| - | ------------- | ---------------- |
|   |               |                  |
|   |               |                  |
|   |               |                  |

## Суворовский район (Штефан-Водский)
| № | Колхоз/Совхоз               | Населённый пункт |
| - | --------------------------- | ---------------- |
|   | Колхоз «Заря»               | Антонешты        |
|   | Совхоз-завод имени С.Г.Лазо | Лазо             |
|   | Совхоз-завод имени С.Г.Лазо | Алава            |
|   |                             |                  |

## Сынжерейский район
| № | Колхоз/Совхоз | Населённый пункт |
| - | ------------- | ---------------- |
|   |               |                  |
|   |               |                  |
|   |               |                  |

## Тараклийский район
| № | Колхоз/Совхоз                   | Населённый пункт |
| - | ------------------------------- | ---------------- |
|   | Совхоз-завод «Стругураш»        | Алуату           |
|   | Совхоз-техникум защиты растений | пос. Светлый     |
|   | Совхоз-техникум защиты растений | Алексеевка       |

## Теленештский район
| № | Колхоз/Совхоз | Населённый пункт |
| - | ------------- | ---------------- |
|   |               |                  |
|   |               |                  |
|   |               |                  |

## Унгенский район
| № | Колхоз/Совхоз           | Населённый пункт |
| - | ----------------------- | ---------------- |
|   | Колхоз «Заветы Ленина»  | Алексеевка       |
|   | Колхоз имени В.И.Ленина | Пырлица          |
|   | Колхоз имени В.И.Ленина | Агрономовка      |
|   |                         |                  |
|   |                         |                  |

## Фалештский район
| № | Колхоз/Совхоз | Населённый пункт |
| - | ------------- | ---------------- |
|   |               |                  |
|   |               |                  |
|   |               |                  |

## Флорештский район
| № | Колхоз/Совхоз              | Населённый пункт |
| - | -------------------------- | ---------------- |
|   | Колхоз имени В.И.Ленина    | Алексеевка       |
|   | Колхоз «Путь к коммунизму» | Лунга            |
|   | Колхоз «Путь к коммунизму» | Багринешты       |
|   | Колхоз «Путь Ильича»       | Пражила          |
|   | Колхоз «Путь Ильича»       | Антоновка        |
|   | Колхоз «Прогресс»          | Фрумушика        |
|   | Колхоз «Прогресс»          | Александровка    |
|   |                            |                  |

## Чимишлийский район
| № | Колхоз/Совхоз         | Населённый пункт |
| - | --------------------- | ---------------- |
|   | Совхоз-завод «Фетица» | Албина           |
|   | Колхоз «Патрия»       | Жавгур           |
|   |                       | Артимоновка      |

## Шолданештский район
| № | Колхоз/Совхоз      | Населённый пункт |
| - | ------------------ | ---------------- |
|   | Колхоз «Коммунист» | Алчедар          |
|   |                    |                  |
|   |                    |                  |